# En-suite-Spielbetrieb
Der Ausdruck En-suite-Spielbetrieb (frz. en suite: „in der Folge, nacheinander“) bezieht sich auf die an einem Theater übliche Produktionsweise und versteht sich als Gegensatz zum Repertoirespielbetrieb und zum Gastspielbetrieb. In der Oper ist dafür die Bezeichnung Stagionesystem gebräuchlich. Manchmal wird auch der En-suite-Spielbetrieb der Musical-Theater mit ihren sehr langen Laufzeiten (Serientheater) von einem Stagionesystem mit kürzeren Aufführungsserien unterschieden.
Theater mit En-suite-Spielbetrieb zeigen immer nur eine einzige Produktion, bis sie „abgespielt“ ist und die nächste folgt. Während einer Spielzeit können so etwa sechs bis acht Produktionen vorbereitet und gezeigt werden. In den romanischen und englischen Sprachgebieten ist der En-suite-Spielbetrieb der Normalfall. Kommerzielle Theater wie die Spielstätten am Broadway oder die europäischen Musical-Theater setzen eine Produktion schnell ab, wenn sie nicht erfolgreich ist oder spielen sie, solange sie noch Gewinn bringt, idealerweise mehrere Jahre.

## Weitere Betriebsformen
Bei den Stadt- und Staatstheatern im deutschsprachigen und im osteuropäischen Raum hat sich im 19. Jahrhundert dagegen das Repertoiresystem etabliert. Das künstlerische Personal ist hier nicht nur für einzelne Produktionen verpflichtet, sondern oft für mehrere Jahre fest an einem Haus engagiert. Daher können auch ältere Inszenierungen im Repertoire gehalten und von Zeit zu Zeit gezeigt werden. Ein Beispiel ist das Wiener Burgtheater, das manchmal an jedem Wochentag eine andere Aufführung aus seinem Repertoire zeigt.
Ähnliche Abwechslung wie der Repertoire-Spielbetrieb kann ein gut organisierter Gastspielbetrieb bieten, für den einzelne Vorstellungen anderer Theater oder von Tourneetruppen „eingekauft“ werden. Ein reiner Gastspielbetrieb muss jedoch auf Eigenproduktionen verzichten.

## Vorteile und Nachteile
Vorteile des En-suite-Spielbetriebs sind etwa, dass ein aufwändiges Bühnenbild nicht mehrmals auf- und abgebaut werden muss oder dass die verpflichteten Künstler nur projektbezogen, also während Proben und Aufführungen einer bestimmten Produktion, engagiert werden müssen. Nachteile sind, dass das Theater während der Probephasen oft für die Öffentlichkeit geschlossen ist oder dass eine Aufführungsserie bei überraschendem Erfolg nur schwer verlängert werden kann, weil die Folgeproduktionen schon geplant sind (außer bei kommerziellen Produktionen wie Musicals, bei denen die mögliche Unternutzung des Theaters zum unternehmerischen Risiko gehört).
Aus Kostengründen sind in den letzten Jahrzehnten manche Theater von Repertoirebetrieb auf En-suite- oder Gastspielbetrieb umgestellt worden. Auch gibt es zahlreiche Mischformen wie das Semi-Stagione-System oder die Koproduktion mit anderen Theatern.